# کاری فاستر
 کاری فاستر (انگلیسی: Carey Foster؛ زاده اکتبر ۱۸۳۵ درگذشته ۹ فوریهٔ ۱۹۱۹) یک دانشمند اهل بریتانیا بود. 